# 中江用水
中江用水（なかえようすい）は、新潟県妙高市を通り上越市の高田平野東部を潤す用水路。
高田城築城の後に発展。上流域へ供給する上江用水（うわえようすい）とともに、近代化の改良を加え現在に至る。
長野県野尻湖・妙高市笹ヶ峰ダムおよび関川より取水し2305.9haのかんがい区域を潤す。

## 歴史
- 1674年工事着手。
- 1678年初期延長26km完成。